# Fisher (Arkansas)
Fisher – miasto w Stanach Zjednoczonych, w stanie Arkansas, w hrabstwie Poinsett.